# Kertasari (Bojong)
Kertasari is een bestuurslaag in het regentschap Purwakarta van de provincie West-Java, Indonesië. Kertasari telt 3856 inwoners (volkstelling 2010).